# Möbeck
Die Ortslage Möbeck oder Möbbeck im Wohnquartier Sonnborn im Wuppertaler Stadtbezirk Elberfeld-West geht auf eine alte Hofbezeichnung zurück. Die Ortslage ist durch das Sonnborner Kreuz überbaut.
Das Gewerbegebiet Sonnborn, in dem sich der Gasbehälter Möbeck befindet, wird teils Industriegebiet Möbeck genannt.

## Etymologie und Geschichte
Möbeck wurde erstmals im Jahr 1217 urkundlich erwähnt. Es gehörte zu den Höfen des Gerresheimer Stifts. Im Spätmittelalter und der frühen Neuzeit gehörte Möbeck zum Kirchspiel und der Honschaft Sonnborn im bergischen Amt Solingen.
1457 wird Möbeck als „Mobach“ erwähnt, 1591 als „Medtbeck“. Das Grundwort Beck ist eine niederdeutsche Form von Bach.

## Die heutigen Straßen
Nach dieser Ortslage ist mit einem unbekannten Benennungsdatum die Straße Möbeck, östlich des Kern der ursprünglichen Ortslage und westlich der Kirchofstraße, benannt. Sie taucht erstmals im Adressbuch 1890/91 auf. Eine weitere Straße namens Möbecker Straße wurde am 17. Juni 1890 benannt, sie liegt südwestlich des Kerns der ursprünglichen Ortslage und in der Nähe der ursprünglichen Ortslage Am Thurn. Der Straßenausbau erfolgte 1896/97.